# غاريث إبراهام
غاريث إبراهام (بالإنجليزية: Gareth Abraham)‏ (13 فبراير 1969 في المملكة المتحدة - ) هو لاعب كرة قدم بريطاني في مركز الدفاع. لعب مع كارديف سيتي ونادي ميرثير تيدفيل ‏ ونادي هيرفورد وRhayader Town F.C. ‏.

## وصلات خارجية
- غاريث إبراهام على موقع قاعدة بيانات كرة القدم.إي يو (الإنجليزية)